# Pic de Tempestats
El Pic de Tempestats o Tempestats és una muntanya de 3.290 m d'altitud, amb una prominència de 98 m, que es troba al massís de la Maladeta, província d'Osca (Aragó), sent el limit nord de la Vall de les Salenques.